# Colonial Street

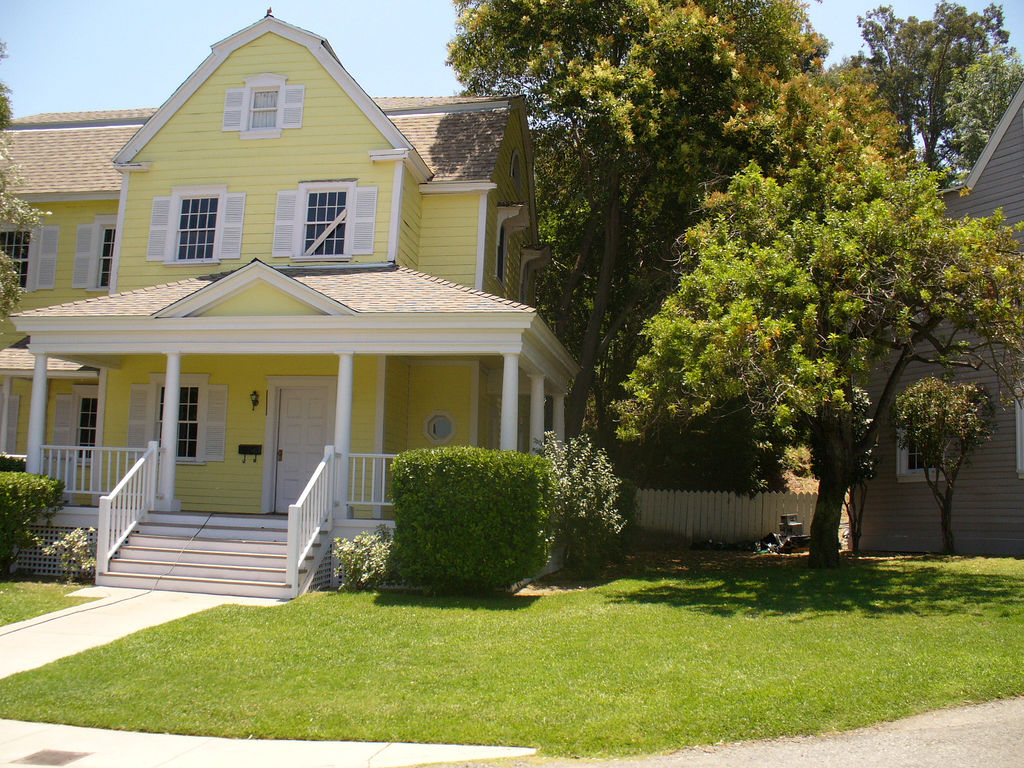
Casa de la esquina (1936)

Colonial Street es uno de los conjuntos callejeros de Universal Studios Hollywood. El conjunto de calles tiene una larga historia, que abarca más de 60 años de películas y televisión. De 2004 a 2012, fue utilizado en el rodaje de la serie de televisión Desperate Housewives, en la cual la calle era conocida como Wisteria Lane. Después de que la producción de Desperate Housewives terminó, la calle se sometió a un pequeño cambio de imagen para eliminar la esencia de Wisteria Lane, de modo que pudiera usarse en otras producciones. A partir de mayo de 2012, la mayor parte de la valla blanca icónica y Wisteria ha sido eliminada. Colonial Street se utilizó posteriormente para la comedia de NBC About a Boy y la serie Telenovela de NBC, que presenta a Eva Longoria, estrella de Desperate Housewives.

## Historia

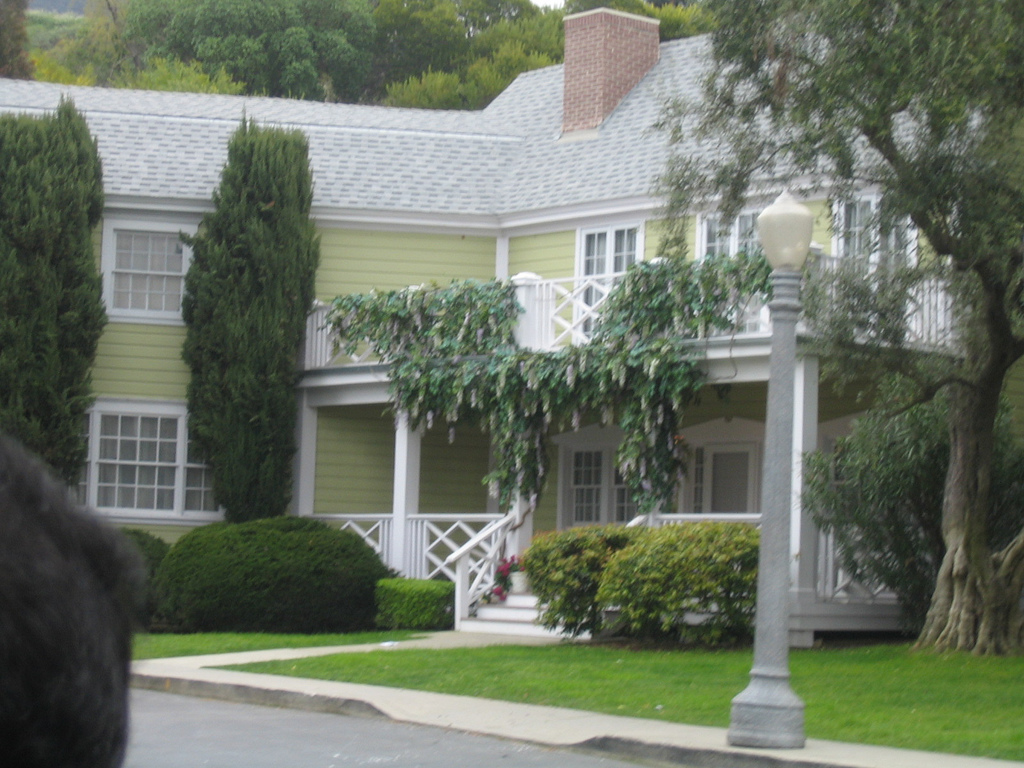
Drew House (1977)

Colonial Street tiene sus orígenes en 1946 cuando se construyeron algunas casas en la Etapa 12 en Universal Studios para la película So Goes My Love. Después de la película, los sets fueron almacenados. En 1950, las casas junto con otros sets construidos con unidades de stock se trasladaron al exterior al borde norte del backlot (anteriormente River Road), y se llamaron Colonial Street después de "Colonial Mansion" (demolido en 2005 para la segunda temporada de Desperate Housewives ), la primera casa en la calle. El año 1964 vio la apertura de Universal Studios Hollywood y Colonial Street (junto con la casa Psycho) fue una atracción popular. En 1981, Colonial Street se movió a su ubicación actual en el otro lado del backlot. No todos los edificios fueron trasladados a la nueva calle Colonial, y algunos de ellos se convirtieron en parte de Industrial Street, ahora conocida como Elm Street.
En 1988, Colonial Street fue revisado para la comedia The Burbs de Tom Hanks. La antigua casa Leave It to Beaver fue eliminada, ya que se necesitaron casas grandes para la película. Después de la película, las casas se reorganizaron nuevamente, por lo que Circle Drive se conectó una vez más. En 1996, se construyó una nueva casa Leave it to Beaver para la película de 1997 (llamada Morrison Home), en sustitución de las casas que se construyeron para la película The Burbs. También durante este tiempo, se construyó la casa de Providence (llamada Edificio de la Casa Klopeck). Colonial Street se mantuvo sin cambios hasta 2004, cuando Desperate Housewives utilizó la calle para su producción en serie, dándole el nombre de Wisteria Lane. Las casas estaban recién pintadas con colores pastel brillantes y renovadas.
La casa donde vivió el personaje de Desperate Housewives Betty Applewhite durante la segunda temporada fue estrictamente evitada por el equipo de rodaje de Desperate Housewives durante la primera temporada. Esto se debió al hecho de que se consideraba demasiado reconocible como el escenario principal de The Munsters. Luego de la decisión de presentar a los Applewhites y de que vivieran en la casa de Munster, la casa fue completamente remodelada.
En 2005, para la segunda temporada de Desperate Housewives, la calle sufrió algunos cambios importantes. Durante la primera temporada solo se había visto una parte de la calle en el programa: el callejón sin salida al final de la calle, conocido como "Circle Drive" entre los equipos de filmación, había quedado fuera. Ahora, la mayoría de los edificios y fachadas en esta parte de la calle fueron remodelados o removidos. Entre los cambios más notables se encuentran los retiros de una fachada de la iglesia, visto en Murder She Wrote, con el fin de hacer espacio para la casa de Edie, y de la llamada Mansión Colonial, que fue reemplazada por un parque.

## Wisteria Lane

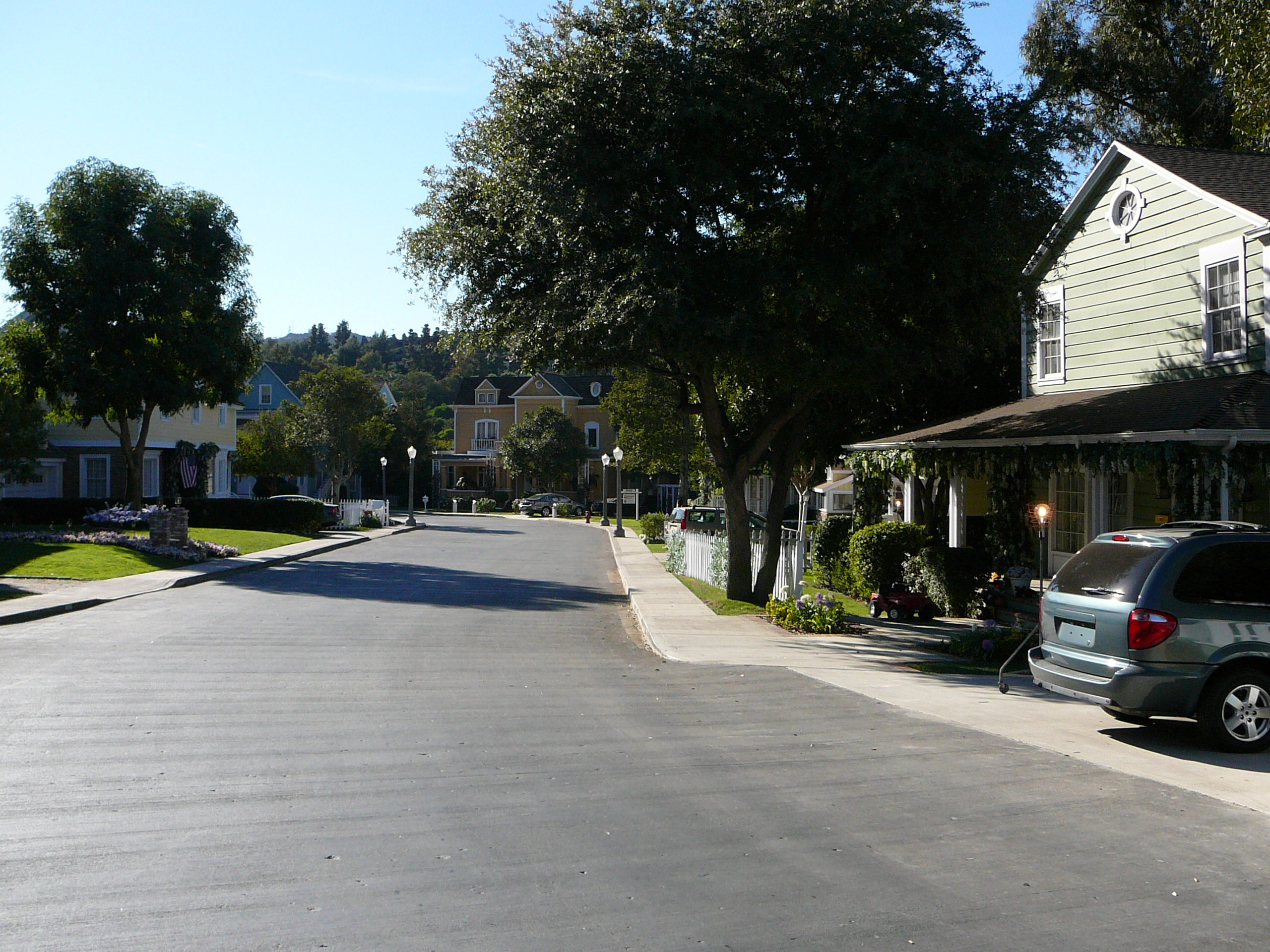
Colonial Street como "Wisteria Lane" en el show de la ACB

Mapa de la calle WISTERIA LANE durante la Primera Temporada.

Wisteria Lane es una calle ficticia, que aparece en la serie de televisión estadounidense Desperate Housewives. La calle se encuentra en la ciudad de Fairview, en el estado ficticio Eagle State. Su apariencia refleja la visión estereotípica de los suburbios estadounidenses: jardines perfectamente cuidados, hileras de casas confortables y vallas blancas. Es el escenario principal del programa de televisión e incluye los hogares de sus cuatro protagonistas, Bree, Gabrielle, Susan y Lynette, así como la mayoría de los otros personajes principales del programa. A partir de la sexta temporada, los residentes de once casas en Wisteria Lane se han establecido en el espectáculo.